# Šplh na laně
Šplh na laně je sportovní disciplína (lze řadit mezi gymnastické disciplíny) ve které závodníci lezou vzhůru po zavěšeném laně. Oficiální disciplína vyžaduje šplh bez přírazu, tedy výhradně pomocí rukou, v rámci školního tělocviku se provozuje i šplhání s přírazem, tedy s pomocí nohou. Hodnotícím kritériem je zde čas potřebný k dosažení cíle.

## Historie
Šplh byl jednou z disciplín některých olympijských her. Na prvních hrách novodobé historie šplhali závodníci do výšky 14 m, kromě dosaženého času se hodnotil i styl provedení (dodržení předepsaného přednosu). Na III. olympijských hrách (1904 v Saint Louis) byla délka lana podstatně zkrácena – na 25 stop (7,62 m). Potřetí se šplh objevil na olympiádě až v roce 1924 v Paříži, a to coby součást gymnastického víceboje, čímž se tento závod ve šplhu stal nejlépe obsazeným za celou historii olympijských her. Poprvé se na laně (šplhalo se 8 m) představili českoslovenští reprezentanti a hned výrazně promluvili do celkového pořadí. Zlato (první československé) získal Bedřich Šupčík, třetí skončil Ladislav Vácha. Zatím naposledy se na olympijských hrách šplhalo v roce 1932 v Los Angeles (opět 25 stop). Po období, kdy se nekonaly oficiální závody, byl šplh na laně byl vzkříšen v roce 1993 v České republice, kdy byl uspořádán 0. ročník Memoriálu Bedřicha Šupčíka v olympijském šplhu (závodilo se podle původních pravidel z olympiády v Paříži).

## Současnost
V současné době probíhá každý rok několik závodů s označením „ Velká Cena“, které jsou nominačními závody na Mistrovství České republiky. Čeští závodníci v tomto sportu patří bezesporu ke světové špičce, toto dokazuje držení světového rekordu (8m lano-4,87 s) v rukou Aleše Nováka. V zahraničí je tento sport populární rovněž ve Francii, kde je šplh součástí hasičského sportu a závody se tam konají ve velkých nákupních střediscích. Po francouzském vzoru se i Mistrovství ČR konají v podobném prostředí (poprvé MČR 2007 v Olomouci). Závody již běžně probíhají v prostorech, jakými jsou již zmíněná velká nákupní centra, ve kterých mají obrovský ohlas od široké veřejnosti a tyto soutěže nabírají na divácké oblibě.

## Popis a pravidla
Hodnotí se pouze čas (na rozdíl od ostatních gymnastických disciplín). Závodník začíná každý pokus pod lanem ze sedu na zemi, na akustický signál vyráží vzhůru, používaje především paže. Nohama je povoleno libovolně pohybovat (neplatilo na I. olympijských hrách), ale nesmí se dotknout země ani je využít k sevření lana (tzv. příraz). Měření času se zastavuje ve chvíli, kdy se závodník dotkne cílové mety. Sestup dolů již není hodnocenou součástí pokusu. Vše je měřeno elektronickou časomírou, tedy časy, dosažené závodníky jsou přesné na setiny sekundy. Závodí se ve čtyřech kolech a započítává se pouze nejlepší čas.

## Soutěžní disciplíny
Šplh mužů do výšky 8 m je na připomínku olympijského klání označován přídomkem olympijský. Závody v olympijském šplhu jsou součástí Velkých cen a Mistrovství ČR. Ženy, žactvo a dorost na nich šplhají do výšky 4,5 m. Šplhu na jiné distance (např. 10 m, 14 m, 15 m a 20 m) se neříká olympijský.

## Tabulky rekordů

### Muži
| Vzdálenost | Rekord  | Držitel                | Datum             | Místo                        |
| ---------- | ------- | ---------------------- | ----------------- | ---------------------------- |
| 8 m        | 4,87 s  | Aleš Novák Česko       | 5. prosince, 2009 | Olomouc Česko                |
| 10 m (*)   | 9,83 s  | Xavier Lepeule Francie | 11. října, 2007   | Lyon Francie                 |
| 14 m       | 13,13 s | Martin Vacek Česko     | 26. června, 2021  | Nové Město nad Metují, Česko |
| 15 m (*)   | 17,36 s | Aleš Novák Česko       | 12. října, 2007   | Lyon Francie                 |
| 20 m (*)   | 25,85 s | Aleš Novák Česko       | 13. října, 2007   | Lyon Francie                 |

(*): závodní podmínky ve Francii se od tuzemských mírně liší, dosažené časy tedy nelze přepočítávat na jiné (podobné) distance